# Хучада
Хучада — село в Шамильском районе Дагестана.
Образует сельское поселение село Хучада как единственный населённый пункт в его составе.

## Географическое положение
Расположено в 8 км к юго-западу от районного центра села Хебда.

## История
В 1944 году все население села было переселено в село Дагбаш (Зандак) Андалалского района. В 1957 году, после реабилитации чеченцев, большая часть населения вернулось в прежнее село.

## Население
| 1869 | 1888 | 1895 | 1926 | 1939 | 1970 | 1989 |
| ---- | ---- | ---- | ---- | ---- | ---- | ---- |
| 248  | ↗328 | ↗330 | ↗396 | ↗537 | ↘378 | ↘254 |
| 2002 | 2010 | 2012 | 2013 | 2014 | 2015 | 2016 |
| ↘238 | ↗252 | ↘235 | ↘226 | →226 | ↗231 | ↗234 |
| 2017 | 2018 | 2019 | 2020 | 2021 | 2023 | 2024 |
| ↘227 | ↘216 | ↘206 | ↘193 | ↗435 | ↘426 | ↘422 |
| 2025 |      |      |      |      |      |      |
| ↘414 |      |      |      |      |      |      |

## Известные уроженцы
- Гаджиясулов, Рашид Гитиномагомедович (15 марта 1968) — стал первым дагестанским альпинистом, покорившим высочайшую вершину мира — Эверест (Джомолунгма)[24].